# Вангя Чашуле
Вангя Стевчева, по мъж Чашуле (на македонска литературна норма: Ванѓа Стевчева Чашуле), е югославска публицистка, преводачка, македонистка и партизанка, деятелка на комунистическата съпротива във Вардарска Македония, носителка на наградата „Партизански паметник 1941“.

## Биография
Родена е на 9 август 1923 година в Радовиш, тогава в Кралство Югославия, днес в Северна Македония. Печели стипендия за учение в Белград на 11 години и след като завършва Учителското училище се завърща във Вардарска Македония. В 1941 година се включва в комунистическата съпротива във Вардарска Македония като куриерка. Участва заедно с Коле Чашуле в подготовката на атентат срещу дееца на ВМРО Мане Мачков, който е неин братовчед. Вангя е арестувана и осъдена на доживотен затвор в Стара Загора заради участието си в организирането на атентата срещу Мачков. За дейността си в комунистическата съпротива във Вардарска Македония е отличена в Югославия с наградата „Партизански паметник 1941“.
След основаването на Социалистическа република Македония Вангя Чашуле работи като редакторка в културната рубрика на вестник „Нова Македония“. В 1961 година завършва история във Философския факултет на Скопския университет, след което започва кариерата си на една от най-видните македонистки псевдоисторички. Умира на 18 юли 1986 година в Скопие, тогава в Социалистическа федеративна република Югославия. Погребана е с високи почести в гробището в Бутел, на т. нар. Алея на великите.
Жени се за югославския политик и писател от Социалистическа република Македония Коле Чашуле, с когото има четири деца.

## Творчество
Вангя Чашуле е авторка на много публикации върху модерната история на Македония, в които защитава македонистки идеи. В 1965 година издава обемна биография на българския революционер Гоце Делчев, в която застъпва македонистката тероия и е озаглавена „Гоце Делчев – идеолог и организатор на македонското национално-освободително движение“ (Гоце Делчев – идеолог и организатор на македонското национално-ослободително движење), издадена на македонска литературна норма, сърбохърватски и словенски език. В 1970 година Вангя Чашуле издава своя капитален труд „От признаване до отричане“ (Од признавање до негирање), който пропагандира антибългарски тези и налага идеята за вредното влияние на България по Македонския въпрос. За това дело Чашуле е отличена с най-високите държавни награди в Социалистическа република Македония.
Вангя Чашуле е авторка на много публикации на антибългарски позиции, в които без оглед на фактите, се опитва да наложи антибългарска пропаганда.
Венко Марковски пише за Вангя Чашуле:
| „ | Но отново от ужас изтръпва душата на историята пред зловещото лице на фалшификаторите от рода на Коле Чашуле, Ванга Чашуле, Димитър Митрев и тем подобни. Желанията са на власт. Фалшификаторите смятат, че всичко могат. ... Но истината е безмилостна към ВанЂа Чашуле и фактите говорят, че съпругата на Коле Чашуле убива фактите. | “ |

След пенсионирането си Вангя Чашуле се посвещава на преводи от испански и португалски език на македонска литературна норма. Сред на-известните нейни преводи са „Сто години самота“, „Няма кой да пише на полковника“ и „Хроника на една предизвестена смърт“ на Габриел Гарсия Маркес, „Панталеон и посетителките“ на Марио Варгас Льоса, „Сух живот“ на Грасилиано Рамос и други. В чест на преводаческата ѝ работа в Социалистическа република Македония е основана литературната награда „Вангя Чашуле“ за най-добър превод на чуждестранно произведение на македонска литературна норма.